# Монтелеоне-ди-Сполето
Монтелео́не-ди-Споле́то (итал. Monteleone di Spoleto) — коммуна в Италии, располагается в области Умбрия, в провинции Перуджа.
Население составляет 636 человек (2008 г.), плотность населения составляет 10 чел./км². Коммуна занимает площадь 62 км². 
Почтовый индекс — 6045. Телефонный код — 0743.
Святым покровителем коммуны почитается святитель Николай, день памяти 6 декабря.

## Демография
Динамика населения:

## Администрация коммуны
- Официальный сайт: https://web.archive.org/web/20090919132857/http://www.comune.monteleone-di-spoleto.pg.it/